# 道端アンジェリカ
道端 アンジェリカ（みちばた アンジェリカ、Angelica Michibata、1985年12月5日 - ）は、日本の女性ファッションモデル。福井県出身。所属事務所はワイエムエヌ（業務提携）。
道端カレンと道端ジェシカとそして自身とからなる『道端三姉妹』の三女で、雑誌『S Cawaii!』への露出が特に著名。

## 略歴
父親がスペインやイタリアにルーツを持ったアルゼンチン人、母親が日本人。姉のカレンとジェシカもファッションモデルとして活動している。3姉妹以外に兄がいる。
2017年12月25日、韓国人一般男性との結婚を発表。2018年2月22日に第1子妊娠を報告。同年7月14日に第1子男児の出産を報告。
2019年10月24日、夫との共謀による知人男性に対する現金目的の恐喝容疑で書類送検され不起訴となった一連の騒動を受け、活動休止を発表。
2020年6月15日、所属事務所ワイエムエヌから独立しモデル活動を再開することを発表。
2020年10月5日に第2子男児の出産を公表した。
2021年3月1日、株式会社CrazyBankと業務提携。
2021年10月25日、道端が原告となった離婚訴訟の判決公判が東京家裁で開かれ、離婚が認められた。翌11月に離婚が成立。2児の親権は道端が持つ。慰謝料・養育費は請求していない。
2023年2月6日、一般男性と再婚。
2025年7月7日、旧所属事務所ワイエムエヌと業務提携。

## 広告塔
2012年7月からカラコンのブランド『TeAmo』のイメージキャラクターに就任。ニューハーフタレントのはるな愛と並んでの起用であった。

## 出演

### 雑誌
- 『S Cawaii!』（主婦の友社、専属：2005年 - 2013年）

### テレビ番組
- easy sports（2008年12月15日 - 19日、テレビ朝日）ランナーとして築地、勝どき、銀座界隈を走った。その後、姉のジェシカとカレンも出演を果たしている（ジェシカは2009年7月13日から17日まで。カレンは2009年8月24日から8月28日まで）。
- DANCE@TV（2011年4月 - 、テレビ東京） - MC
- ヒルナンデス!（2011年10月 - 、日本テレビ） - 月曜日準レギュラー
- くりぃむクイズ ミラクル9（テレビ朝日） - 不定期出演
- 秘密のケンミンSHOW（日本テレビ） - 不定期出演

### 広告等
- PEACH JOHN
- 近鉄パッセ（2008年4月）
- JEWELS PROM - イメージモデル
- とうもろこしのひげ茶（「アンジェリカ撮影風景」篇、2012年2月18日より）[14]
- Blossomole（2015年8月 - 、静岡県）

### カタログ
- 『EMODA』（2011年11月28日発行）共／倖田來未、藤井リナ、あびる優、小森純、益若つばさ、井出レイコ[15]
- 『EMODA DENIM BOOK』（2012年4月6日発行）共／益若つばさ、鈴木えみ、木下ココ、宇野実彩子、あびる優、田母神智子、井出レイコ、小森純[16]

### イベント
- 神戸コレクション
- 東京ガールズコレクション[17][18]
- Girls Award
- 東京ランウェイ[19]
- 関西コレクション[20][21][22]
- SAPPORO COLLECTION 2010
- Tokyo Fashion Collection[23][24][25]
- Girls Sense TOKYO Vol.2[26]

### その他
- CDジャケット バブルガム・ブラザーズ『DA BUBBLEGUMBROTHERS SHOW ☆多力本願☆』（2009年）[27]
- 『冴羽獠 “勝負パンツ”』着用モデル（2011年10月）- 月刊コミックゼノン創刊一周年特別付録の男女兼用ボクサーブリーフを着用したセクシーグラビアを掲載。下着のデザインはピーチ・ジョン。

## 書籍

### 著書
- 『ANGELICA Rules』（2011年8月20日、ワニブックス）ISBN 978-4847090097
- 『道端アンジェリカREAL―人気モデルがキレイの秘密をホンネトーク』（2013年9月4日、主婦の友社）ISBN 978-4072908488
- 『MY GRANOLA STYLE 道端アンジェリカのオーガニックライフ』（2014年8月20日、双葉社）ISBN 978-4575308105
- 『アンジェリカ流 無理をしない「べビ活」』（2018年8月20日、光文社）ISBN 978-4334950620

### 写真集
- Nude Face（2015年4月24日、宝島社、撮影：薮田修身）ISBN 978-4800239723
- Angelica（2020年8月8日、双葉社、撮影：沢渡朔）ISBN 978-4575315653

## 受賞歴
- 2011年 - 天然コスメビューティーアワード モデル部門[28]
- 2014年 - 第27回日本メガネベストドレッサー賞・サングラス部門[29]
- 2019年 - 第1回ベストフォーマルウェアアワード・洋装部門「EVENING DRESS Queen」[30]